# آغا سليم
آغا سليم (بالإنجليزية: Agha Saleem)‏ (7 أبريل 1935 في باكستان - 12 أبريل 2016، كراتشي في باكستان)؛ شاعر، صحفي، كاتب مسرحي، مترجم وروائي باكستاني.